# 最大公因數
最大公因數（英語：highest common factor）也稱最大公約數（英語：greatest common divisor）是數學詞彙，指能够整除多個非零整數的最大正整数。例如8和12的最大公因数为4。
最大公因数的值至少為1，例如{\displaystyle \gcd(3,7)=1}；最大則為該組整數中絕對值最小的絕對值，例如{\displaystyle \gcd(3,9)=3}和{\displaystyle \gcd(-3,9)=3}。
求兩個整數最大公因數主要的方法：
- 列舉法：分別列出兩整數的所有因數，並找出最大的公因數。
- 質因數分解：分別列出兩數的質因數分解式，並計算共同項的乘積。
- 短除法：兩數除以其共同質因數，直到兩數互質時，所有除數的乘積即為最大公因數。
- 欧几里得算法：{\displaystyle \gcd(a,b)=\gcd(b,a\,\mathrm {mod} \,b)}

兩個整數{\displaystyle a,b}的最大公因數和最小公倍數（lcm）的關係為：
{\displaystyle \gcd(a,b)\operatorname {lcm} (a,b)=|ab|}
兩個整數的最大公因數可用於計算兩數的最小公倍數，或分數化簡成最簡分數。
兩個整數的最大公因數和最小公倍數中存在分配律：
{\displaystyle \gcd(a,\operatorname {lcm} (b,c))=\operatorname {lcm} (\gcd(a,b),\gcd(a,c))}
{\displaystyle \operatorname {lcm} (a,\gcd(b,c))=\gcd(\operatorname {lcm} (a,b),\operatorname {lcm} (a,c))}
在直角坐標中，兩頂點為{\displaystyle (0,0),(a,b)}的線段會通過{\displaystyle \gcd(a,b)+1}個格子點。

## 概述

### 例子
54和24的最大公因数是多少？
数字54可以表示為几组不同正整數的乘積：
{\displaystyle 54=1\times 54=2\times 27=3\times 18=6\times 9}
故54的正因數為{\displaystyle 1,2,3,6,9,18,27,54}。
同樣地，24可以表示為：
{\displaystyle 24=1\times 24=2\times 12=3\times 8=4\times 6}
故24的正因數為{\displaystyle 1,2,3,4,6,8,12,24}。
这两组数列中的共同元素即为54和24的公因数：
{\displaystyle 1,2,3,6}
其中的最大數6即為54和24的最大公因數，記為：
{\displaystyle \gcd(54,24)=6}

### 互质数
如果两数的最大公因数为1，那么这两个数互質。例如，9和28就是互质数。

### 几何角度的说明

24乘60的矩形被十个12乘12的正方形格子完全覆盖，即12为24和60的最大公因数。推而广之，如果c是a和b的最大公因数，那么a乘b的矩形就可以被若干个边长为c的正方形格子完全覆盖。

假设有一个大小为24乘60的矩形区域，这个区域可以按照不同的大小划分正方形网格：1乘1、2乘2、3乘3、4乘4、6乘6、12乘12。因此，12是24和60的最大公因数。大小为24乘60的矩形区域，可以按照12乘12的大小划分正方形网格，一边有两格（{\displaystyle {\frac {24}{12}}=2}）、另一边有五格（{\displaystyle {\frac {60}{12}}=5}）。

## 计算

### 质因数分解法
可以通过質因數分解来计算最大公因数。例如计算{\displaystyle \gcd(18,84)}，可以先进行质因数分解 {\displaystyle 18=2\times 3^{2}} 和 {\displaystyle 84=2^{2}\times 3\times 7}，因为其中表达式{\displaystyle 2\times 3}的「重合」，所以{\displaystyle \gcd(18,84)=6}。实践中，这种方法只在数字比较小时才可行，因为对较大数进行质因数分解通常会耗费大量的时间。
再举一个用文氏图表示的例子，计算48和180的最大公因数。首先对这两个数进行质因数分解：
{\displaystyle 48=2\times 2\times 2\times 2\times 3}
{\displaystyle 180=2\times 2\times 3\times 3\times 5}
它们之中的共同元素是两个2和一个3：
最小公倍数{\displaystyle =2\times 2\times (2\times 2\times 3)\times 3\times 5=720}
最大公因数{\displaystyle =2\times 2\times 3=12}

### 辗转相除法
相比质因数分解法，辗转相除法的效率更高。
计算{\displaystyle \gcd(18,48)}时，先将48除以18得到商2、余数12，然后再将18除以12得到商1、余数6，再将12除以6得到商2、余数0，即得到最大公因数6。我们只关心每次除法的余数是否为0，为0即表示得到答案。这一算法更正式的描述是这样的：
{\displaystyle \gcd(a,0)=a}
{\displaystyle \gcd(a,b)=\gcd(b,a\,\mathrm {mod} \,b)}
其中
{\displaystyle a\,\mathrm {mod} \,b=a-b\left\lfloor {a \over b}\right\rfloor }
如果参数都大于0，那么该算法可以写成更简单的形式：
{\displaystyle \gcd(a,a)=a},
{\displaystyle \gcd(a,b)=\gcd(a-b,b)\quad } 如果 a > b
{\displaystyle \gcd(a,b)=\gcd(a,b-a)\quad } 如果 b > a

## 性质
- 任意a和b的公因数都是{\displaystyle \gcd(a,b)}的因數。
- {\displaystyle \gcd }函数满足交换律：{\displaystyle \gcd(a,b)=\gcd(b,a)}。
- {\displaystyle \gcd }函数满足结合律：{\displaystyle \gcd(a,\gcd(b,c))=\gcd(\gcd(a,b),c)}

## 程式代碼
以下使用輾轉相除法實現。

### C#
```
private
 
int
 
GCD
(
int
 
a
,
 
int
 
b
)
 
{

	
if
(
0
 
!=
 
b
)
 
while
(
0
 
!=
 
(
a
 
%=
 
b
)
 
&&
 
0
 
!=
 
(
b
 
%=
 
a
));

	
return
 
a
 
+
 
b
;

}

```

### C++
运行时计算实现：
```
template
<
typename
 
T
>

T
 
GCD
(
T
 
a
,
 
T
 
b
)
 
{

	
if
(
b
)
 
while
((
a
 
%=
 
b
)
 
&&
 
(
b
 
%=
 
a
));

	
return
 
a
 
+
 
b
;

}

```

编译时计算实现：
```
#include
 
<iostream>

#include
 
<type_traits>

template
<
typename
 
T
,
 
std
::
enable_if_t
<
std
::
is_integral
<
T
>::
value
,
 
T
>
 
a
,
 
std
::
enable_if_t
<
std
::
is_integral
<
T
>::
value
,
 
T
>
 
b
>

struct
 
HCF
{

public
:

    
static
 
const
 
T
 
value
=
HCF
<
T
,
 
(
a
>
b
?
 
b
:
 
a
),
 
(
a
>
b
?
 
a
%
b
:
 
b
%
a
)
>::
value
;

};

template
<
typename
 
T
,
 
std
::
enable_if_t
<
std
::
is_integral
<
T
>::
value
,
 
T
>
 
a
>

struct
 
HCF
<
T
,
 
a
,
 
0
>
{

public
:

    
static
 
const
 
T
 
value
=
a
;

};

int
 
main
(){

    
std
::
wcout
<<
HCF
<
int
,
 
12
,
 
64
>::
value
<<
std
::
endl
;
//Output: 4

}

```

### C
```
int
 
GCD
(
int
 
a
,
 
int
 
b
)
 
{

	
if
 
(
b
)
 
while
((
a
 
%=
 
b
)
 
&&
 
(
b
 
%=
 
a
));

	
return
 
a
 
+
 
b
;

}

```

### Java
```
private
 
int
 
GCD
(
int
 
a
,
 
int
 
b
)
 
{

    
if
 
(
b
==
0
)
 
return
 
a
;
 

	
return
 
GCD
(
b
,
 
a
 
%
 
b
);

}

```

### JavaScript
```
const
 
GCD
 
=
 
(
a
,
 
b
)
 
=>
 
b
 
?
 
GCD
(
b
,
 
a
 
%
 
b
)
 
:
 
a
;

```

### Python
```
GCD
 
=
 
lambda
 
a
,
 
b
:
 
(
a
 
if
 
b
 
==
 
0
 
else
 
GCD
(
b
,
 
a
 
%
 
b
))

# or

def
 
GCD
(
a
,
 
b
):

    
if
 
b
 
==
 
0
:

        
return
 
a

    
return
 
GCD
(
b
,
 
a
 
%
 
b
)

```

## 政治用法
最大公約數又指一社會中不同陣營勉強所達之共同利益。